# Râul Sadău
Râul Sadău (în ucraineană Садеу/Садів, transliterat: Sadeu/Sadiv) este un curs de apă, afluent al râului Suceava. Râul izvorăște în Ucraina , din Munții Obcina Mare - Vârful Cornu (altitudine de 1295 m) și după ce trece frontiera cu România se varsă în râul Suceava în dreptul localității Sadău.

## Hărți
- Harta județului Suceava
- Ovidiu Gabor - Economic Mechanism in Water Management  Arhivat în 5 martie 2009, la Wayback Machine.